# Котлиці-Кольонія
Котлиці-Кольонія (пол. Kotlice-Kolonia) — село в Польщі, у гміні Мячин Замойського повіту Люблінського воєводства.
Населення — 97 осіб (2011).
У 1975-1998 роках село належало до Замойського воєводства.

## Демографія
Демографічна структура станом на 31 березня 2011 року:
|          | Загалом | Допрацездатний вік | Працездатний вік | Постпрацездатний вік |
| -------- | ------- | ------------------ | ---------------- | -------------------- |
| Чоловіки | 48      | 12                 | 26               | 10                   |
| Жінки    | 49      | 11                 | 24               | 14                   |
| Разом    | 97      | 23                 | 50               | 24                   |